# Rejne
Rejne (hebrejsky רֵינָה nebo ריינה ,arabsky لرينة, v oficiálním přepisu do angličtiny Reine, přepisováno též Reineh) je místní rada (malé město) v Izraeli, v Severním distriktu.

## Geografie
Leží v nadmořské výšce 352 metrů v Dolní Galileji, v severní části pohoří Harej Nacrat (Nazaretské hory), které jižně od obce gradují vrcholy Har Avihu a Har Nadav a na východní straně horou Har Jona. Na okraji obce pramení potok Nachal Cipori.
Město je situováno cca 3 kilometry od centra Nazaretu, cca 88 kilometrů severovýchodně od centra Tel Avivu a cca 32 kilometrů jihovýchodně od centra Haify, v hustě osídleném pásu aglomerace Nazaretu, přičemž osídlení v tomto regionu je etnicky smíšené. Vlastní Rejne obývají izraelští Arabové stejně jako mnohá další sídla v této aglomeraci, která ale obsahuje i židovská města (Nazaret Ilit).
Na dopravní síť je napojeno pomocí východozápadního dálkového tahu dálnice číslo 79 a dále četnými místními komunikacemi v rámci aglomerace Nazaretu.

## Dějiny
Rejne se poprvé zmiňuje v 17. století. Podle místní tradice byla vesnice nazvána podle jistého francouzského generála, který se jmenoval René. V prostoru obce byly nalezeny archeologické pozůstatky z dob starověkého Římu. Vesnice původně ležela severně od silnice do Nazaretu, ale 11. července 1927 byla z velké části zničena zemětřesením. Poté byla obec obnovena jižně od silnice.
Rejne byla stejně jako celá oblast okolo Nazaretu dobyta izraelskou armádou v rámci Operace Dekel během války za nezávislost v červenci roku 1948. Izraelské jednotky vesnici obsadily 15. července 1948. Obec pak nebyla na rozdíl od mnoha jiných arabských vesnic dobytých Izraelem vysídlena a zachovala si svůj arabský ráz. Vzhledem k prudkému nárůstu byla roku 1968 povýšena na místní radu (malé město).

## Demografie
Rejne je etnicky zcela arabské město. Podle údajů z roku 2005 tvořili muslimští Arabové 81,2 % populace, křesťanští Arabové 18,8 %. Jde o středně velké sídlo městského charakteru. K 31. prosinci 2014 zde žilo 18 200 lidí.
| Rok            | 1912 | 1922 | 1931  | 1945  | 1948  | 1955  | 1961  | 1972  | 1980  | 1983  | 1990  | 1993   | 1994   | 1995   | 1996   | 1997   | 1998   | 1999   | 2000   |
| -------------- | ---- | ---- | ----- | ----- | ----- | ----- | ----- | ----- | ----- | ----- | ----- | ------ | ------ | ------ | ------ | ------ | ------ | ------ | ------ |
| Počet obyvatel | 472  | 787  | 1 015 | 1 290 | 2 077 | 2 500 | 2 700 | 4 100 | 5 600 | 6 900 | 8 400 | 10 300 | 10 500 | 11 900 | 12 200 | 12 500 | 12 900 | 13 300 | 13 600 |

| Rok            | 2001   | 2002   | 2003   | 2004   | 2005   | 2006   | 2007   | 2008   | 2009   | 2010   | 2011   | 2012   | 2013   | 2014   |
| -------------- | ------ | ------ | ------ | ------ | ------ | ------ | ------ | ------ | ------ | ------ | ------ | ------ | ------ | ------ |
| Počet obyvatel | 14 000 | 14 400 | 15 000 | 15 300 | 15 900 | 16 300 | 16 700 | 16 966 | 17 254 | 17 500 | 17 500 | 15 600 | 17 800 | 18 200 |